# Silene choruhensis
Silene choruhensis är en nejlikväxtart som beskrevs av Hamzaoglu. Silene choruhensis ingår i släktet glimmar, och familjen nejlikväxter. Inga underarter finns listade i Catalogue of Life.